# 1993 en mathématiques
Cet article présente les faits marquants de l'année 1993 en mathématiques.

## Décès
- 9 mars : Max Zorn (né en 1906), mathématicien allemand.
- 15 mars : Gustav Arnold Hedlund (né en 1904), mathématicien américain.
- 6 avril : John Charles Burkill (né en 1900), mathématicien britannique.
- 23 juin : Zdeněk Kopal (né en 1914), astronome et mathématicien tchèque et américain.
- 24 juin : Jerzy Giedymin (né en 1925), historien des mathématiques et des sciences polonais.
- 4 juillet :
  - Yvette Amice (née en 1936), mathématicienne française.
  - Alston Scott Householder (né en 1904), mathématicien américain.
- 17 août : Feng Kang (né en 1920), mathématicien chinois.
- 2 novembre : Đuro Kurepa (né en 1907), mathématicien yougoslave, serbe originaire de Croatie.
- 6 novembre : Georges Reeb (né en 1920), mathématicien français.
- 8 novembre : Andreï Nikolaïevitch Tikhonov (né en 1906), mathématicien russe.
- 25 décembre : Kentaro Yano (né en 1912), mathématicien japonais.